# Team Lazarus
Team Lazarus es una escudería de automovilismo italiana, su base se sitúa en Padova y actualmente compite en la GP2 Series.

## Historia
El Team Lazarus fue fundado en 2009 por Tancredi Pagiaro, el cual también fundó GP Racing en 1997.
La escudería tomó parte en la temporada 2009 de las Euroseries 3000, debutando en la primera cita del calendario disputada en Portimão con los pilotos Michael Herck y Diego Nunes, después de esta ronda contaron con otros pilotos, y finalizaron el campeonato en la séptima plaza del campeonato de constructores con 12 puntos. En la temporada 2010, participaron con Fabio Onidi. Para el 2011 mantienen a Fabio Onidi, además Fabrizio Crestani se une a la escudería, los dos pilotos consiguen que ésta termine 3ª en el campeonato de constructores.
Antes de empezar la temporada 2012 de GP2 Series, se anuncia que la escudería reemplazaría a Super Nova Racing y que competirían bajo el nombre de Venezuela GP Lazarus por el patrocinio del Gobierno de Venezuela.

## Resultados

### GP2 Series
(Clave) (negrita indica pole position) (cursiva indica vuelta rápida puntuable)

| Año  | Chasis                                 | Neu. | N.º | Pilotos             | 1   | 1   | 2   | 2   | 3   | 3   | 4   | 4   | 5   | 5   | 6   | 6   | 7   | 7   | 8   | 8   | 9   | 9   | 10  | 10  | 11  | 11  | 12  | 12  | Puntos | Pos. | Ref.  |
| ---- | -------------------------------------- | ---- | --- | ------------------- | --- | --- | --- | --- | --- | --- | --- | --- | --- | --- | --- | --- | --- | --- | --- | --- | --- | --- | --- | --- | --- | --- | --- | --- | ------ | ---- | ----- |
| 2012 | Dallara GP2/11 Mecachrome V8108 GP2 V8 | P    |     |                     | KUA | KUA | SAK | SAK | SAK | SAK | BAR | BAR | MON | MON | VAL | VAL | SIL | SIL | HOC | HOC | BUD | BUD | SPA | SPA | MNZ | MNZ | SIN | SIN | 1      | 12.º | [ 5 ] |
| 2012 | Dallara GP2/11 Mecachrome V8108 GP2 V8 | P    | 18  | Fabrizio Crestani   | 10  | 21  | 14  | 19  | Ret | 23  | 17  | 10  | 19  | Ret | Ret | DNS | 11  | 22† |     |     |     |     |     |     |     |     |     |     | 1      | 12.º | [ 5 ] |
| 2012 | Dallara GP2/11 Mecachrome V8108 GP2 V8 | P    | 18  | Sergio Canamasas    |     |     |     |     |     |     |     |     |     |     |     |     |     |     | 22  | 14  | 22  | 12  | Ret | Ret | 14  | 11  | 16  | DSQ | 1      | 12.º | [ 5 ] |
| 2012 | Dallara GP2/11 Mecachrome V8108 GP2 V8 | P    | 19  | Giancarlo Serenelli | 22  | 20  | 18  | 20  | 22  | 21  | 25  | Ret | 22  | Ret | Ret | 16  | 19  | 16  | 24  | Ret | 20  | 22  |     |     |     |     |     |     | 1      | 12.º | [ 5 ] |
| 2012 | Dallara GP2/11 Mecachrome V8108 GP2 V8 | P    | 19  | René Binder         |     |     |     |     |     |     |     |     |     |     |     |     |     |     |     |     |     |     | 19  | 17  | 17  | 13  | Ret | Ret | 1      | 12.º | [ 5 ] |
| 2013 | Dallara GP2/11 Mecachrome V8108 GP2 V8 | P    |     |                     | KUA | KUA | SAK | SAK | BAR | BAR | MON | MON | SIL | SIL | NÜR | NÜR | BUD | BUD | SPA | SPA | MNZ | MNZ | SIN | SIN | YMC | YMC |     |     | 12     | 13.º | [ 6 ] |
| 2013 | Dallara GP2/11 Mecachrome V8108 GP2 V8 | P    | 24  | René Binder         | 11  | 8   | 18  | 25  | 20  | 19  | 7   | 6   | 16  | 13  | 20  | 10  | 22  | 13  | Ret | 20  | 16  | 14  | 18  | 9   | 15  | 16  |     |     | 12     | 13.º | [ 6 ] |
| 2013 | Dallara GP2/11 Mecachrome V8108 GP2 V8 | P    | 25  | Kevin Giovesi       | 16  | 10  | Ret | 17  | Ret | 17  | Ret | 20  |     |     |     |     |     |     |     |     |     |     |     |     |     |     |     |     | 12     | 13.º | [ 6 ] |
| 2013 | Dallara GP2/11 Mecachrome V8108 GP2 V8 | P    | 25  | Fabrizio Crestani   |     |     |     |     |     |     |     |     | 18  | 17  | 19  | 21  |     |     |     |     |     |     |     |     |     |     |     |     | 12     | 13.º | [ 6 ] |
| 2013 | Dallara GP2/11 Mecachrome V8108 GP2 V8 | P    | 25  | Vittorio Ghirelli   |     |     |     |     |     |     |     |     |     |     |     |     | 17  | 17  | 18  | 18  | 10  | 20  | Ret | 19  | Ret | 19  |     |     | 12     | 13.º | [ 6 ] |
| 2014 | Dallara GP2/11 Mecachrome V8108 GP2 V8 | P    |     |                     | SAK | SAK | BAR | BAR | MON | MON | SPI | SPI | SIL | SIL | HOC | HOC | BUD | BUD | SPA | SPA | MNZ | MNZ | SOC | SOC | YMC | YMC |     |     | 19     | 13.º | [ 7 ] |
| 2014 | Dallara GP2/11 Mecachrome V8108 GP2 V8 | P    | 24  | Nathanaël Berthon   | 23† | 17  | Ret | Ret | 17  | 12  | 22  | 25  | 17  | 12  | 8   | 17  | 8   | 4   | 22  | 15  | 12  | 19† | 10  | 9   | 15  | 13  |     |     | 19     | 13.º | [ 7 ] |
| 2014 | Dallara GP2/11 Mecachrome V8108 GP2 V8 | P    | 25  | Conor Daly          | 12  | Ret | 18  | Ret | 13  | 10  | 18  | 11  | 14  | 10  | 21  | 20  | 13  | 7   | Ret | 19  |     |     |     |     | 20  | 15  |     |     | 19     | 13.º | [ 7 ] |
| 2014 | Dallara GP2/11 Mecachrome V8108 GP2 V8 | P    | 25  | Sergio Campana      |     |     |     |     |     |     |     |     |     |     |     |     |     |     |     |     | 15  | Ret | DNS | 20  |     |     |     |     | 19     | 13.º | [ 7 ] |
| 2015 | Dallara GP2/11 Mecachrome V8108 GP2 V8 | P    |     |                     | SAK | SAK | BAR | BAR | MON | MON | SPI | SPI | SIL | SIL | BUD | BUD | SPA | SPA | MNZ | MNZ | SOC | SOC | SAK | SAK | YMC | YMC |     |     | 31     | 10.º | [ 8 ] |
| 2015 | Dallara GP2/11 Mecachrome V8108 GP2 V8 | P    | 26  | Nathanaël Berthon   | 7   | 3   | 20  | 12  | 17  | 15  | Ret | 17  | Ret | 21  | 14  | 11  | 7   | 7   |     |     | 14  | 19  | 11  | Ret | 10  | C   |     |     | 31     | 10.º | [ 8 ] |
| 2015 | Dallara GP2/11 Mecachrome V8108 GP2 V8 | P    | 26  | Patric Niederhauser |     |     |     |     |     |     |     |     |     |     |     |     |     |     | 17  | 17  |     |     |     |     |     |     |     |     | 31     | 10.º | [ 8 ] |
| 2015 | Dallara GP2/11 Mecachrome V8108 GP2 V8 | P    | 27  | Zoël Amberg         | 16  | 18  | 17  | 13  | 22  | Ret | DNS | DNS |     |     | DNS | DNS |     |     |     |     |     |     |     |     |     |     |     |     | 31     | 10.º | [ 8 ] |
| 2015 | Dallara GP2/11 Mecachrome V8108 GP2 V8 | P    | 27  | Sergio Canamasas    |     |     |     |     |     |     |     |     | 15  | 24  |     |     | 12  | 9   | 11  | 6   | Ret | 17  | 12  | 17  | 12  | C   |     |     | 31     | 10.º | [ 8 ] |